# Suzukia
Suzukia – rodzaj roślin z rodziny jasnotowatych. Obejmuje dwa gatunki występujące w lasach na wyspie Tajwan i wyspach Riukiu.

## Morfologia
PokrójPłożące rośliny zielne pokryte włoskami nierozgałęzionymi.
LiścieOgonkowe, o blaszce zaokrąglonej lub szerokojajowatej.
KwiatyZebrane w luźny, groniasty kwiatostan. Kielich jest dwuwargowy, z 5 równymi ząbkami. Korona kwiatu ma dwie wyraźne wargi – górna jest jednołatkowa, kapturkowata, wydłużona i całobrzega, dolna jest trójłatkowa. Pręciki nie wystają poza koronę. Łatki znamienia równej lub nieco nierównej długości.
OwoceNiełupki w górnej części zaokrąglone i gładkie.

## Systematyka
Pozycja systematyczna
Rodzaj z plemienia Stachydeae w obrębie podrodziny Lamioideae z rodziny jasnotowatych Lamiaceae.
Wykaz gatunków
- Suzukia luchuensis Kudô
- Suzukia shikikunensis Kudô